# 万乐站
万乐站位于中华人民共和国黑龙江省哈尔滨市松北区乐业镇，是滨洲铁路、王万铁路上的火车站，建于1899年，由哈尔滨铁路局管辖。

## 外部連結
- 中国铁路客户服务中心（页面存档备份，存于）